# Hugo von Ziemssen

Hugo von Ziemssen

Hugo Wilhelm von Ziemssen (* 13. Dezember 1829 in Greifswald; † 21. Januar 1902 in München) war ein deutscher Internist, Hochschullehrer, Königlicher Geheimer Rat und Direktor des Städtischen Allgemeinen Krankenhauses (links der Isar) in München.

## Leben
Hugo von Ziemssen, Sohn des schwedischen Hofgerichtsrates Wilhelm Karl Ludwig Ziemssen (1786–1842), studierte ab 1848 an den Universitäten Greifswald, Berlin und Würzburg Medizin. In Würzburg war er ein Jahr lang Privatassistent von Rudolf Virchow. Von 1852 bis 1854 studierte er wieder in Greifswald, wo er 1854 promoviert wurde. Das Staatsexamen bestand er 1854 in Berlin „summa cum laude“. Anschließend arbeitete er, zunächst unter Heinrich Haeser, später unter Felix von Niemeyer und Hugo Ruehle, bis 1861 als Assistent in Greifswald. Er habilitierte sich 1856 und wurde 1861 außerordentlicher Professor in Greifswald.
Zwei Jahre später wurde er an der Universität Erlangen Professor der klinischen Medizin und erhielt den Lehrstuhl für Spezielle Pathologie und Therapie. Während des Deutsch-Französischen Krieges 1870/71 leitete er einen Sanitätszug von Nürnberg nach Frankreich und war, beauftragt von einem Hilfskomitee, in den Hospitälern von Metz tätig.
Ziemssen siedelte 1874 nach München über, wo er einen Lehrstuhl an der Ludwig-Maximilians-Universität München übernahm und Direktor des Städtischen Allgemeinen Krankenhauses (Krankenhaus links der Isar) wurde. Bis 1885 leitete er dort die II. Medizinische Klinik und ab 1885 die I. Medizinische Klinik. 1877 gründete er das erste deutsche klinische Institut. Ziemssen war in München mehrfach Dekan der Medizinischen Fakultät und 1890 auch Rektor der Universität. Er zählt zu den bedeutendsten Medizinern der zweiten Hälfte des 19. Jahrhunderts und war Autor vieler Fachbücher.
Als sich der ständige Ausschuss bayerischer Ärzte 1874 in ein Herausgeberkollegium für die Wochenschrift Aerztliches Intelligenz-Blatt (das Vorläuferorgan von Münchener Medizinische Wochenschrift) wandelte, trat Ziemssen wie auch der Kinderarzt Heinrich Ranke und der Münchener Kreismedizinalrat Joseph Kerschensteiner, später auch Otto Bollinger, hinzu.
Ziemssen war Vorsitzender des 13. Kongresses für Innere Medizin, der vom 2. bis 5. April 1895 in München stattfand. 1896 war er Vorsitzender der Gesellschaft Deutscher Naturforscher und Ärzte. 1898 war er Initiator des Lehrstuhls für Hydro-, Mechano-Elektrotherapie und Physikalische Medizin an der Universität München. 1899 wurde er Ehrenbürger der Stadt München.
Mit speziellen elektrophysiologischen Untersuchungen gelang Ziemssen 1882 der Nachweis, dass Stromstöße zu einer Veränderung der Herzfrequenz führen: er stimulierte dabei das Herz der Patientin Catharina Serafin, einer 46-jährigen Tagelöhnerin aus Oberschlesien, das nach der operativen Entfernung eines Ekchondroms der Rippen und Resektion der linken vorderen Thoraxwand nur von einer dünnen Hautschicht bedeckt war, mit Faradayschem und Galvanischem Strom, was zu einer Senkung der Herzfrequenz führte.
In Anerkennung seiner Leistungen wurde 1903 eine Straße nach ihm benannt, die an der heutigen Medizinischen Klinik Innenstadt der Ludwig-Maximilians-Universität liegt. Zudem verleiht die Medizinische Klinik Innenstadt alle 2 Jahre den Hugo Wilhelm von Ziemssen Preis für herausragende wissenschaftliche Publikationen zu medizinischen Fragestellungen. Die Deutsche Gesellschaft für Kardiologie – Herz- und Kreislaufforschung (DGK) verleiht seit 2002 jährlich den Hugo-von-Ziemssen-Posterpreis.

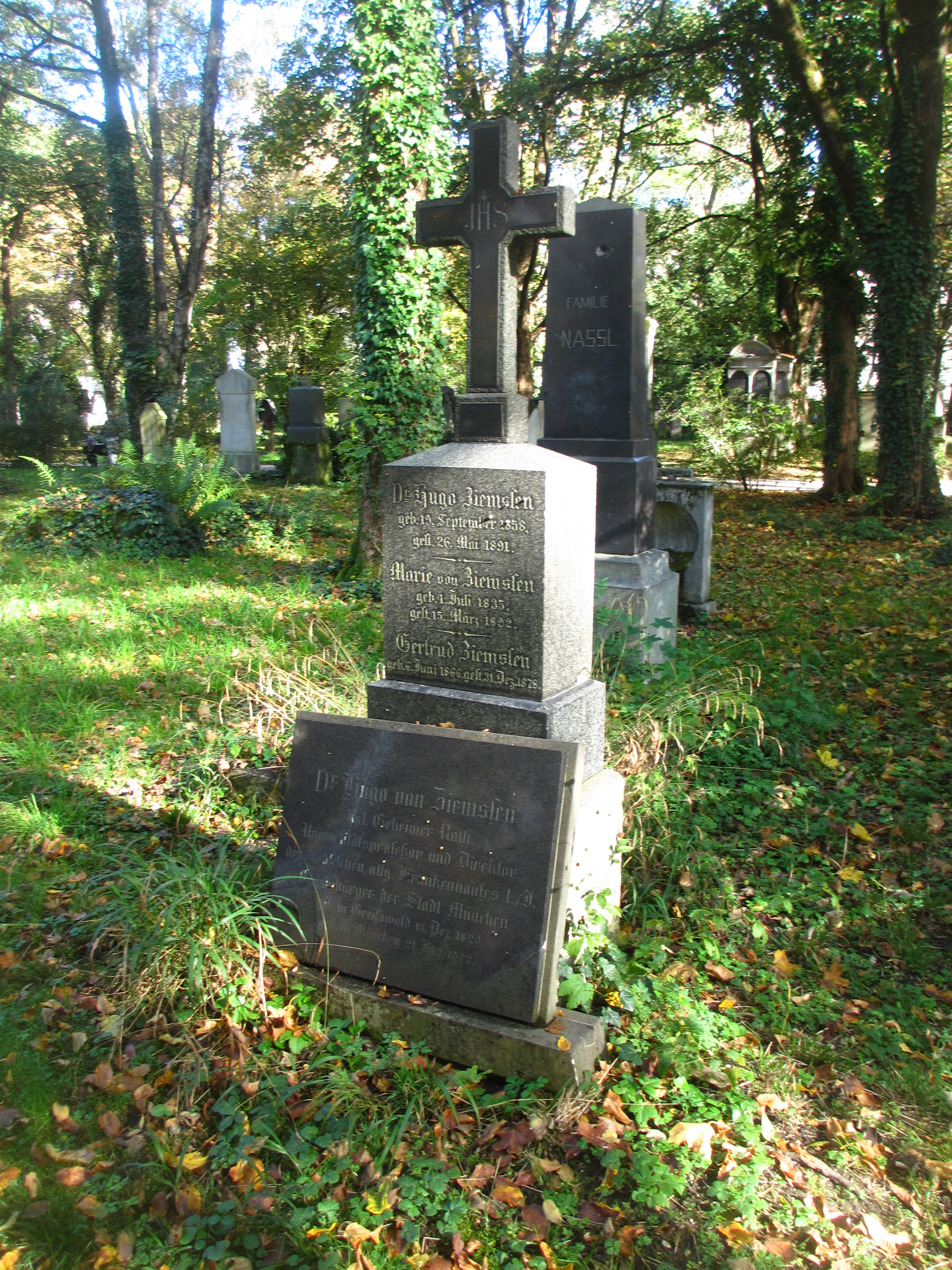
Grab von Hugo von Ziemssen auf dem Alten Südlichen Friedhof in München

## Grabstätte
Die Grabstätte von Ziemssen befindet sich auf dem Alten Südlichen Friedhof in München (Gräberfeld 9 – Reihe 8 – Platz 51/53) Standort.

## Schüler
Im Jahr 1868 habilitierte sich Wilhelm  Olivier Leube als Assistent bei Hugo von Ziemssen in Erlangen mit einer Untersuchung Über die Wirkung des Dünndarmsaftes auf die menschliche Nahrung. Der Münchner Gynäkologe Max Stumpf wurde 1875 von von Ziemssen mit der Dissertation Untersuchungen über die Wirkung der Herba Jaborandi promoviert. Oskar Panizza wurde am 18. Oktober 1880 summa cum laude von von Ziemssen mit einer Dissertation Über Myelin, Pigment, Epithelien und Micrococcen im Sputum promoviert.

## Schriften (Auswahl)
- mit F. A. Zenker: Deutsches Archiv für klinische Medizin
- Handbuch der Hautkrankheiten. Vogel, Leipzig 1883.
- Pharmacopoea Clinici Erlangensis : kurze Anleitung zur Ordination der wichtigsten Arzneimittel ; mit besonderer Rücksicht auf die Armenpraxis ; für klinische Praktikanten und angehende Armenärzte zusammengestellt. Besold, Erlangen 2. Aufl. 1874 Digitalisierte Ausgabe der Universitäts- und Landesbibliothek Düsseldorf
- als Hrsg.: Handbuch der allgemeinen Therapie. Vogel, Leipzig 1880/81.
- als Hrsg.: Die Krankheiten der Leber. Vogel, Leipzig 1878.
- als Hrsg.: Handbuch der speciellen Pathologie und Therapie. Mehrere Bände. Vogel, Leipzig 1875.
- als Hrsg.: Handbuch der Krankheiten des Chylopoetischen Apparates. 6 Bände. Vogel, Leipzig 1874–1880.
- Die Salernitanische Schule und die Aerzte des Mittelalters. In: Archiv für klinische Medizin. Band 9, 1871.
- Die Electricität in der Medizin. Studien. Hirschwald, Berlin 1866.
- Differenz in der Erregbarkeit gelähmter Nerven und Muskeln gegen den faradischen und galvanischen Strom. 4 Teile. 17 S. In: Berliner Klin. Wochenschrift. Jahrgang 3, S. 40–53. Hirschwald, Berlin 1866
- Pleuritis und Pneumonie im Kindesalter. Eine Monographie nach eigenen Beobachtungen. Hirschwald, Berlin 1862